# Гальвес Родригес де Ариас, Луис
Луи́с Га́львес Родри́гес де А́риас (исп. Luis Gálvez Rodríguez de Arias; 1864, Сан-Фернандо (Кадис) — 1935, Мадрид) — испанский авантюрист, основатель эфемерного государства Республика Акри в Южной Америке.

## Биография
Изучал право в Севильском университете, затем некоторое время работал в испанских дипломатических представительствах в Риме и Буэнос-Айресе. В 1897 г. отправился в Амазонию на поиски приключений. Сотрудничал как журналист с газетами в Белене и Манаусе.
В 1899 году в руки Гальвесу попал договор между правительством Боливии и международным синдикатом по добыче каучука, согласно которому богатая каучуком область Акри передавалась синдикату в аренду; этот договор Гальвес должен был перевести на английский язык для нужд боливийского консульства в Белене. Поделившись содержанием договора с губернатором бразильского штата Амазонас, Гальвес предложил ему план по организации в этом регионе восстания с целью перенаправить финансовые потоки в Бразилию и заручился неофициальной поддержкой штата. Тайно зафрахтовав корабль, приобретя оружие и собрав команду из сборщиков каучука и солдат-отставников, Гальвес отплыл в Акри и 14 июля 1899 года объявил о независимости региона, приурочив этот жест ко Дню взятия Бастилии.
Во главе Республики Акри Гальвес установил символику государства, сформировал кабинет министров, судебную власть, учредил по мере возможности органы здравоохранения и образования в регионе, направил в европейские страны дипломатических представителей. 1 января 1900 года власть Гальвеса была прекращена в результате переворота, осуществлённого его сподвижником Антонио Соузой Брагой, однако 30 января Гальвес вернул себе полномочия. Повторный период правления Гальвеса был, однако, ещё более непродолжительным. Федеральное правительство Бразилии, связанное перед Боливией обязательствами Договора Аякучо 1867 года, направило в область Акри регулярные войска, перед которыми Гальвес вынужден был капитулировать 11 марта. Республика Акри была упразднена, а Гальвес был помещён под арест в городе Ресифи, а затем выслан в Испанию. Спустя несколько лет он попытался вернуться в Бразилию, однако был арестован и помещён в тюрьму Сан-Жоаким (недалеко от города Боа-Виста), откуда ему удалось бежать на родину.